# Малый Таз (приток Большого Таза)
Малый Таз — река в России, протекает по Таштагольскому району Кемеровской области.
Устье реки находится на высоте 453 м над уровнем моря в 58 км от устья Большого Таза по правому берегу. Длина реки составляет 13 км.
Притоки (от истока): Пыхтунский (левый), Верещагинский (левый), Красноярка (левый), Мастакол (правый), Таловский (правый), Аганин (правый).

## Данные водного реестра
По данным государственного водного реестра России относится к Верхнеобскому бассейновому округу, водохозяйственный участок реки — Кондома, речной подбассейн реки — Томь. Речной бассейн реки — (Верхняя) Обь до впадения Иртыша.
Код водного объекта в государственном водном реестре — 13010300112115200009875.